# Сбербанк-Сити
«Сбербанк-Сити» (также известен как Mirax Plaza) — многофункциональный комплекс, возводимый на пересечении Третьего транспортного кольца, улицы Кульнева и Кутузовского проспекта. Строится с декабря 2006 года.
Собственники строительного объекта неоднократно менялись. Первоначальным владельцем и инициатором строительства комплекса являлся владелец корпорации «Mirax Group» Сергей Полонский. В 2011 году он передал проект компании «Стройгазконсалтинг». С 2016 года комплекс принадлежит «Сбербанку».

## Описание
Офисный комплекс премиум-класса «Международный центр» состоит из двух башен высотой около 193 и 168 метров и 47 и 41 этажей, соответственно. К высоткам примыкают два здания в 10 и 12 этажей, объединённые двухуровневым стилобатом.
Общая площадь комплекса составляет 368 тысяч м². Из них площадь надземной части — 249 тысяч м², подземной — 119 тысяч м². В зданиях планируется разместить офисы класса А, помещения под аренду и подземную парковку.
По замыслам проектировщиков, «Международный центр» должен выполнять функции делового микрорайона, обустроенного по высоким стандартам качества. Все здания комплекса планируется оснастить системами отопления, вентиляции, холодоснабжения, кондиционирования, водоснабжения, канализации и дренажа. Инженерные коммуникации также обеспечат помещения освещением, системами видеонаблюдения и пожаротушения, телефонной связью и телевидением. Одной из особенностей делового центра является наличие зон отдыха с микроклиматом, расположенных в пяти атриумах общей площадью 3000 м².
В ноябре 2019 года признанный лучшим в мире курорт Mriya Resort & Spa откроет ресторан в одном из зданий Сбер-Сити.

## Строительство
Проект комплекса разрабатывался около одного года в архитектурном бюро «Сергей Киселёв и Партнёры». Киселёв описывал рабочий процесс следующим образом:

…когда заказчик пригласил нас на концепцию офисного комплекса, мы его сделали легко, так как понимали все аспекты площадки. Знали, где проходит метро, где напорная канализация, как пройдёт переустройство железной дороги. Мы выжимали метры, как могли, и вынуждены были тянуться вверх. Так что небоскрёбы получились не ради авторского тщеславия, а ради решения задачи.

Перед началом строительства было принято решение перестроить стоявшее на выбранном для возведения участке здание ОВД. Строительные работы начались 25 декабря 2006 года. С наступлением экономического кризиса в 2008-м возведение небоскрёбов временно приостановили.
В октябре 2008 года корпорация «Mirax Group» запустила промоакцию «Сердце Москвы» для привлечения инвесторов: с наступлением сумерек на высоте 32—35 этажей одной из высоток зажигалась обтянутая транслюцентным полотном конструкция в форме пульсирующего сердца. Промоакция завершилась в апреле 2011 года.
По состоянию на 2009 год комплекс был готов на 60 %. В десятиэтажном корпусе «Д» на Кутузовском проспекте завершились монолитные работы, обустройство фасадов было выполнено на 40 %. На той же стадии находилась установка внутренних инженерных систем. В соседнем корпусе «В» проходила заливка антивибрационных стен. На завершение строительства требовалось 250 млн $. К моменту сдачи высотных зданий их стоимость оценивалась в два миллиарда долларов.
К марту 2012 года построили 25 этажей башни «А», монолитные работы башни «Б» были полностью произведены, включая сооружение подземного паркинга. По состоянию на июнь того же года возведение комплекса вновь приостановили из-за отсутствия финансирования.
Первоначально ввод объектов в эксплуатацию планировался на 2013 год, однако был перенесён на конец 2015-го. Проект одного из корпусов на Кутузовском проспекте пришлось переделать, потому что он нависал над железнодорожным тоннелем. После переделки площадь территории корпуса уменьшилась вдвое. Разработка альтернативного архитектурного решения велась до 2014 года.
В 2015 году были сданы 10- и 12-этажное здания на Кутузовском проспекте, башню «А» остекляли. Возведение второй башни не было завершено из-за недостатка финансирования.
К 2020 году «Сбербанк-Сити» хотят объединить в единый хаб с метро, МЦК и МЦД.
В 2021 году было завершено строительство высотных башен, а также атриума между ними.

## Архитектурные особенности
В 2008 году «Mirax Plaza» был признан самым крупным строящимся объектом, спроектированным компанией «Сергей Киселёв и партнёры». Архитектурное решение комплекса учитывает перепад рельефа на строительном участке, а также его близость к железнодорожным путям.
Ядро «Международного центра» составляют две стеклянные башни, объёмы которых срезаны в верхней части в сторону Кутузовского проспекта. Высотки поставлены так, что между ними образуется Х-образное пространство по двум выгнутым дугам. Внутренние поверхности этой площадки полностью остеклены, внешние фасады башен поделены на этажи горизонтальными каменными вставками. Центральные части небоскрёбов спроектированы под офисы, верхние этаже предназначены для апартаментов.
Фасады 10- и 12-этажного корпусов сочетаются с ансамблем Кутузовского проспекта. В их облицовке преобладает коричневый камень. Внешний контур зданий представляет собой овал. Функционально здания строились как оформляющий перекрёсток пьедестал для башен. Ключевыми частями корпусов являются пять 10-этажных атриумов. Их окна, лишённые рам, подвешены на металлические тросы к железобетонным балкам. В атриумах планируется организовать зоны отдыха с микроклиматом.
Застройщик также планировал связать комплекс и «Москва-Сити» монорельсовой железной дорогой через Москву-реку. Посадочную площадку собирались расположить между башнями бизнес-центра. Две первые станции должны были открыть к 2009 году. По состоянию на 2018 год проект находится на стадии разработки.
К 2020 году планируется изменить облик Сбер-Сити, соединив все здания архитектурной цепочки единым фасадом. Проект офиса Сбербанка напротив «Москва-Сити» сделает японская компания Nikken Sekkei. Архитекторы спроектируют для банка деловой комплекс и здание общественно-культурного центра.

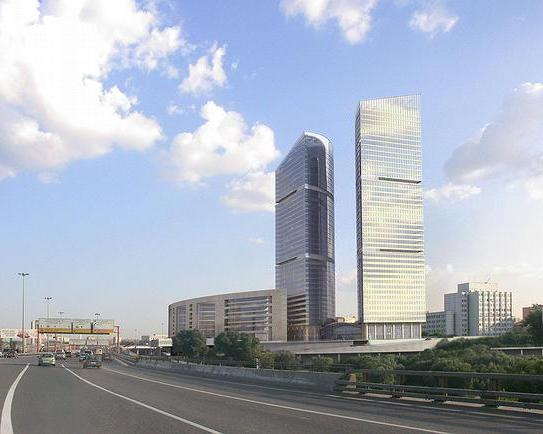
Проект комплекса, 2006 год
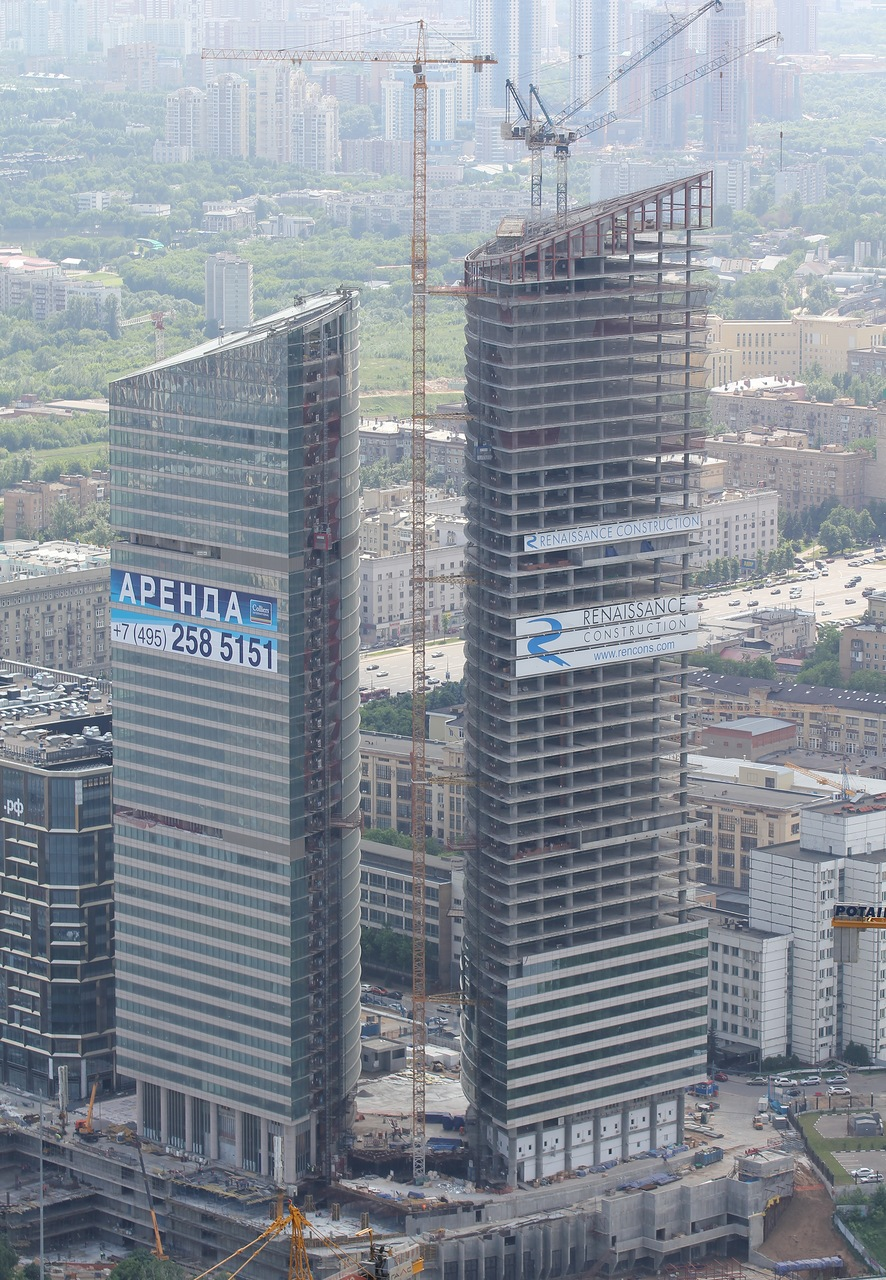
Две башни, 2015 год
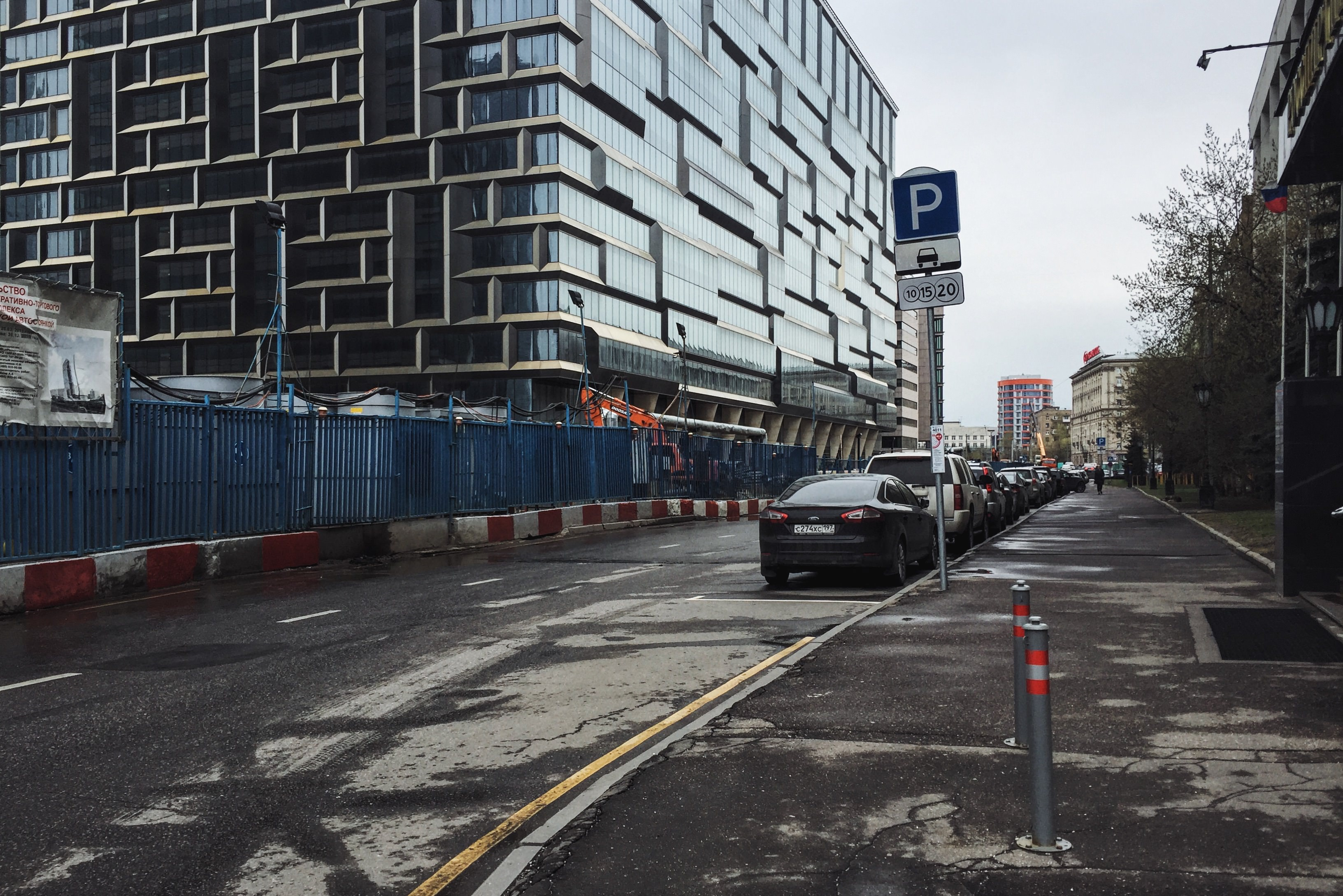
Стройка вокруг корпусов на Кутузовском проспекте, 2016 год
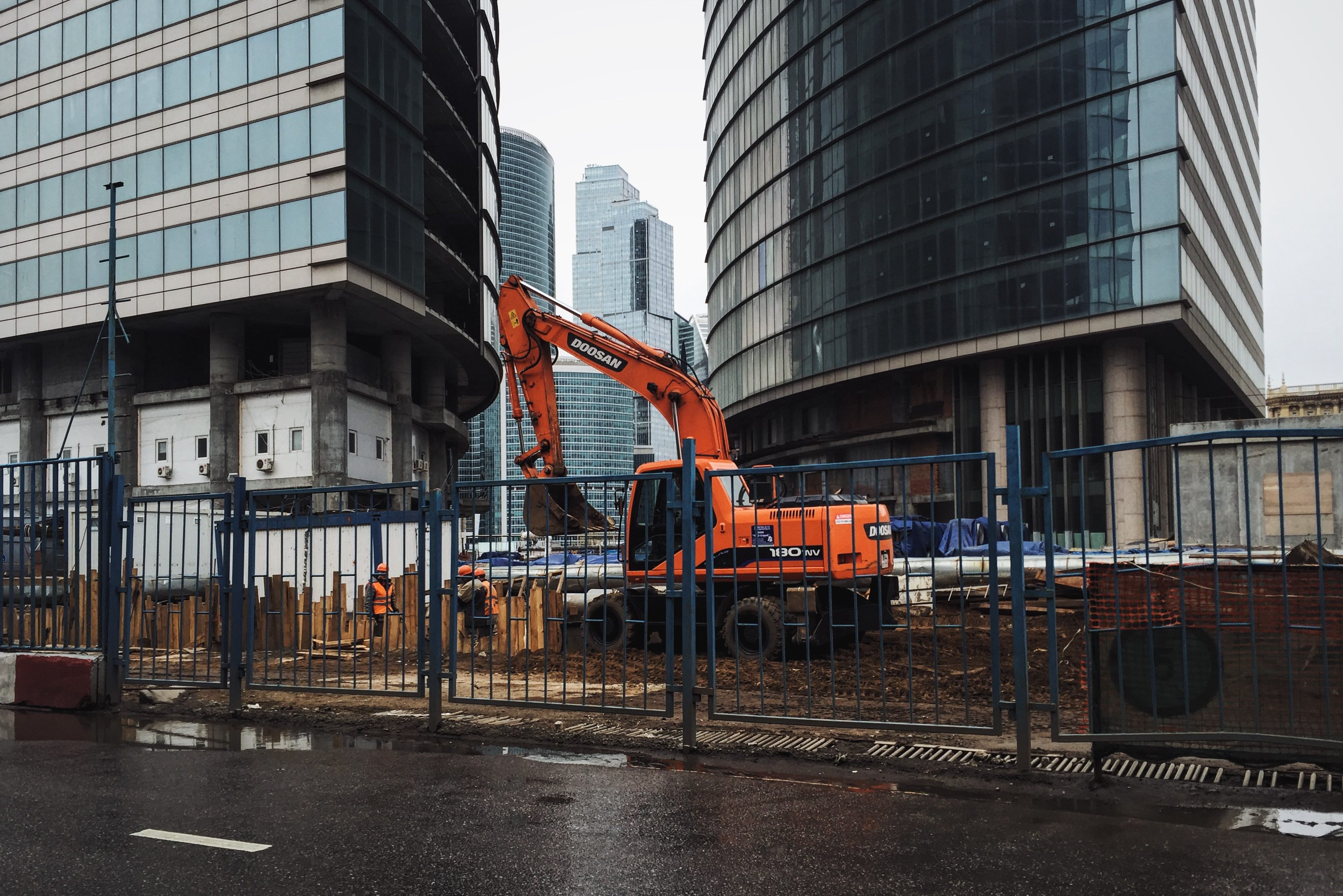
Стройка со стороны улицы Кульнева, 2016 год
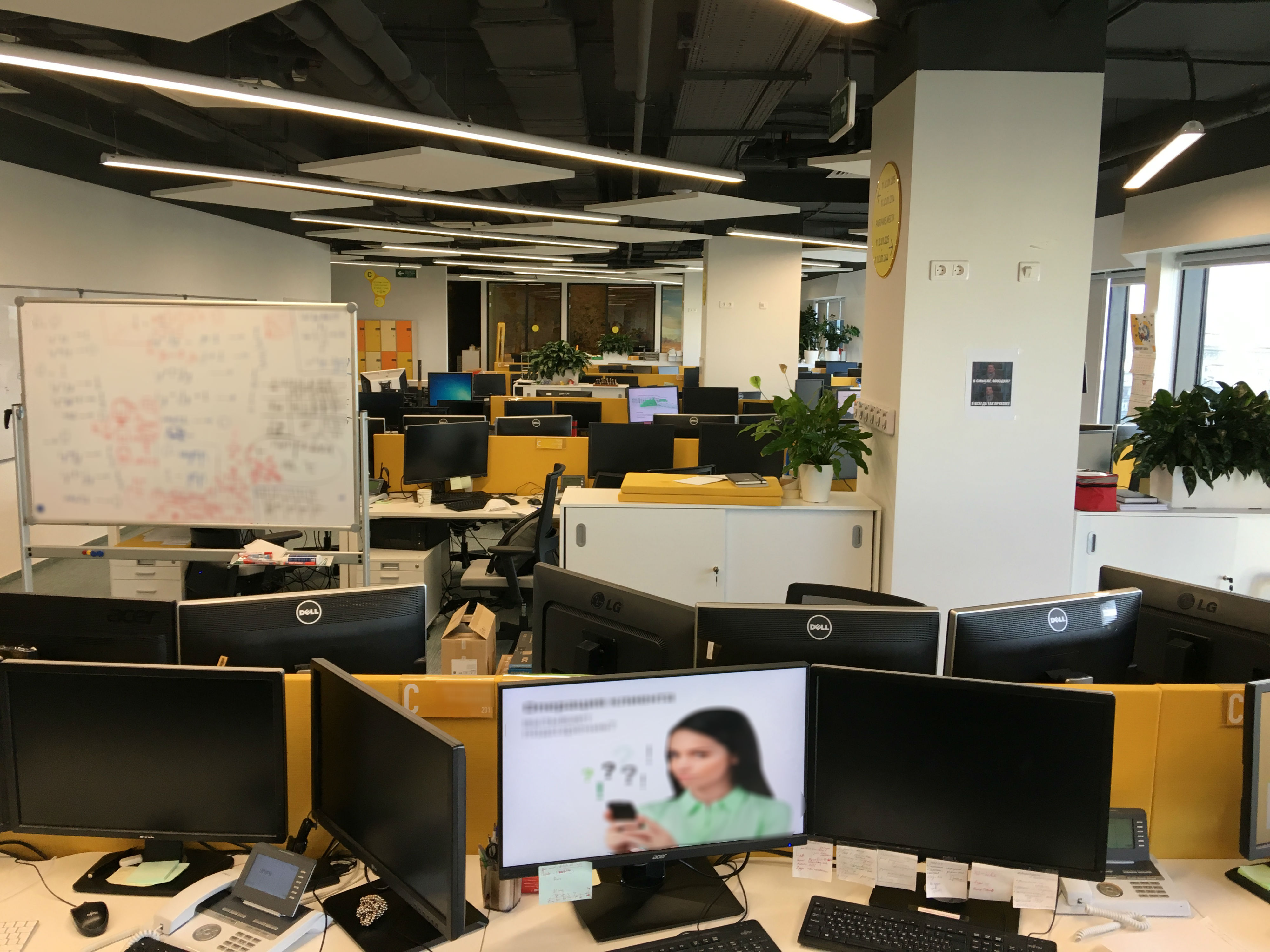
Опен-спейс офиса Sbergile (11-й этаж, риски CIB)

## Владельцы и арендаторы
С 2006 по 2013 год проект осуществлялся инвестиционно-девелоперской корпорацией «Mirax Group». В 2007 году компания «Газпромстрой» приобрела у собственника 102 000 м² офисных площадей на сумму 650 млн $. Это стало рекордом на московском рынке коммерческой недвижимости. Предыдущей рекордной сделкой с офисной недвижимостью в России считалась покупка «Внешторгбанком» 63 000 м² в башне «Федерация». Из-за финансового кризиса Сергей Полонский продал основателю холдинга «Стройгазконсалтинг» Зияду Манасиру и представителям «Промсвязьбанка» 77,5 % акций проекта в 2009 году. «Промсвязьбанк» также приобрёл в корпусе «А» около 15 тысяч м² офисных помещений.
В ноябре 2010 года «Mirax Group» получила 6,5 млн $ в кредит у «Промсвязьбанка» на достройку комплекса. Из взятой суммы израсходовали 4,5 млн $, однако строительство не завершили. С 2011 года Полонский перестал выполнять долговые обязательства, в том же году из-за банкротства он передал комплекс «Промсвязьбанку» и «Стройгазконсалтингу». Последний возглавил строительство после закрытия бренда «Mirax Group» 3 декабря 2012 года.
В 2015 году владелец компании «Международный центр девелопмент» Руслан Байсаров возглавил строительство проекта и стал совладельцем комплекса. В 2016 году он передал «Сбербанку» контроль над корпусами на Кутузовском проспекте в счёт погашения долгов. «Сбербанк» планирует расположить в зданиях часть своих подразделений.